# Amir Mohammadi
Amir Mohammadi (pers. امیر محمدی ;ur. 14 listopada 1991) – irański zapaśnik walczący w stylu wolnym. Zajął dwunaste miejsce na mistrzostwach świata w 2017. Wicemistrz igrzysk Solidarności Islamskiej w 2017. Uniwersytecki mistrz świata w 2016. Wojskowy wicemistrz świata z 2018. Pierwszy w Pucharze Świata w 2016 i 2017 roku.